# 愛しのローズマリー
『愛しのローズマリー』（原題：Shallow Hal）は、2001年製作のアメリカ映画である。ファレリー兄弟監督のロマンティック・コメディ。

## ストーリー
父親の遺言がトラウマとなり、中身はどうであろうと、ひたすら外見の美しい女性ばかりを追いかけていたハル。ある日、エレベーターに乗り合わせた大物カウンセラーから催眠術をかけられ、内面の美しい女性が美しく見えるようになった。そのすぐ後、ハルは街で見かけたローズマリーに一目ぼれするが、実は彼女は体重100キロを超える巨体だった。

## キャスト
| 役名                     | 俳優                                     | 日本語吹替 |
| ------------------------ | ---------------------------------------- | ---------- |
| ハル・ラーソン           | ジャック・ブラック                       | 高木渉     |
| ローズマリー・シャナハン | グウィネス・パルトロー                   | 山崎美貴   |
| マウリシオ・ウィルソン   | ジェイソン・アレクサンダー               | 後藤哲夫   |
| ジル                     | スーザン・ウォード                       | 石塚理恵   |
| ウォルト                 | レネ・カービー                           | 牛山茂     |
| スティーヴ・シャナハン   | ジョー・ヴィテレリ                       | 藤本譲     |
| アンソニー・ロビンズ     | アンソニー・ロビンズ                     | 大塚明夫   |
| シャナハン夫人           | ジル・クリスティーン・フィッツジェラルド | 宮寺智子   |
| ラルフ・オーウェン       | ゼン・ゲスナー                           | 後藤敦     |
| 医師                     | ダニエル・グリーン                       | 天田益男   |
| ジェン                   | ローラ・ナイトリンガー                   | 佐藤しのぶ |
| アーティ                 | カイル・ガス                             | 斉藤次郎   |
| 少年時代のハル           | セイシャ・ニューリンガー                 | 梅田貴公美 |
| タニア                   | ナン・マーティン                         | 城雅子     |
| カトリーナ               | ブルック・バーンズ                       | 沢谷有梨   |
| ラーソン牧師             | ブルース・マッギル                       | 牛山茂     |

- その他の日本語吹き替え：定岡小百合／多緒都／杉本ゆう／菊地祥子／市川まゆ美／島宗りつこ

## スタッフ
- 監督、製作：ファレリー兄弟
- 脚本：ショーン・モイナハン、ファレリー兄弟
- 撮影：ラッセル・カーペンター
- プロダクションデザイン：シドニー・J・バーソロミューJr
- 美術：アーラン・ジェイ・ヴェッター
- セット・コレーター：スコット・ジャコブソン
- キャスティング：リック・モントゴメリー
- 特殊メイクデザイン：トニー・ガードナー
- 特殊メイク効果：ジェリー・コンスタンティン、トニー・ガードナー、エルヴィス・ジョーンズ、キャロル・コッチ、デヴィッド・スミス、コナー・マッキュラー
- 衣装デザイン：パメラ・ウィザース
- 編集：クリストファー・グリーンバリー
- 音楽スーパーバイザー：トム・ウルフ、マニッシュ・ラベル
- 音楽：アイヴィー
- 製作：ブラッドリー・トーマス、チャールズ・B・ウェスラー